# Den stora daldansen (album)
Den stora daldansen är hiphopgruppen Frottés debutalbum, släppt 2002. Albumet belönades med utmärkelsen Bästa nykomling på Swedish hip hop-awards 2003.

## Låtlista
1. Intro
2. När vi röjer
3. Den stora daldansen
4. Jämmer
5. Knockoutpiller (med Chol, Akem & Don Krille)
6. Gangsta interlude
7. Frenesi
8. Lyssna
9. Dubbelpipa
10. Gårdagens ungdom
11. Tre långa fingrar (med Chol & Forest Dan)
12. Edbergsgata
13. Hugga, hugga! (med Don Krille)